# Gangwon FC
Gangwon FC (hangul: 강원 FC) är en sydkoreansk fotbollsklubb baserad i Gangwon-provinsen. De gick med i K League som dess 15:e klubb inför säsongen 2009. Klubben sponsras av High1 Resort.